# Galidictis grandidieri
Galidictis grandidieri är en däggdjursart som beskrevs av Wozencraft 1986. Galidictis grandidieri ingår i släktet Galidictis och familjen Eupleridae. IUCN kategoriserar arten globalt som starkt hotad. Inga underarter finns listade.
Artepitet i det vetenskapliga namnet hedrar den franska naturforskaren Alfred Grandidier som besökte Madagaskar under 1800-talet.

## Utseende
Djuret liknar en mangust i utseende men det tillhör liksom alla andra inhemska rovdjur på Madagaskar en annan familj. Arten kännetecknas av åtta svarta längsgående strimmor på den annars ljusbruna till krämfärgade kroppen. Huvudet och extremiteterna är brun eller rödbrun utan strimmor. Den yviga svansen bär ljusa till vitaktiga hår. Honor har en liten fika som täcker en körtel.
Kroppslängden (huvud och bål) varierar mellan 38 och 41 cm, svanslängden är 30 till 32 cm och vikten är 1,0 till 1,5 kg.

## Utbredning och habitat
Arten är endemisk för Madagaskars sydvästra hörn. Utbredningsområdet är bara 442 km² stort och ligger 35 till 145 meter över havet. Regionen är täckt av torr skog och buskmark och ibland uppsöker individerna angränsande betesmarker för nötkreatur.

## Ekologi
Galidictis grandidieri vilar på dagen i jordhålor eller bergssprickor och letar på natten efter föda. Den vistas vanligen på marken. Artens byten är främst insekter och andra ryggradslösa djur som skorpioner men ibland fångar den små fåglar eller mindre däggdjur. Individerna jagar oftast ensam och sällan i par.
Reviret är uppskattningsvis 1 km² stort och gränserna markeras med avföring. Honor kan troligen para sig hela året och per kull föds oftast en unge. Båda föräldrar delar i ungens uppfostring.

## Status och hot
Den enda möjliga naturliga fienden är fossan (Cryptoprocta ferox) men det är okänt om den jagar Galidictis grandidieri.
Artens utbredningsområde omvandlades delvis till betesmarker och jordbruksmark. Vissa individer faller troligen offer för introducerade hundar. På grund av det begränsade utbredningsområde listas Galidictis grandidieri av IUCN som starkt hotad (EN). Beståndets storlek uppskattades året 2006 med 2600 till 3500 individer.